# Château de la Jansonne
Le château de la Jansonne est un édifice situé à Raphèle-lès-Arles, hameau de la commune d'Arles, dans les Bouches-du-Rhône.

## Histoire
Le château de la Jansonne est est construit à l'initiative de Jacques de Forbin Janson, en 1718. 
Le château est classé aux monuments historiques depuis le 24 septembre 1968. Les jardins font également l'objet d'une classification au titre des jardins remarquables.

## En savoir plus